# Strada statale 79 (Polonia)
La strada statale 79 (sigla DK 79, in polacco droga krajowa 79) è una strada statale polacca che attraversa il Paese da Varsavia a Bytom.